# Poduroidea
Poduroidea is een superfamilie van springstaarten en telt 4 soorten.

## Taxonomie
- Familie Poduridae -  Latreille, 1804
  - Geslacht Podura - Linnæus, 1758
    - Podura aquatica - Linnæus, C, 1758
    - Podura fuscata - Koch & Berendt, 1854
    - Podura infernalis - Motschulski, 1850
    - Podura pulchra - Koch & Berendt, 1854